# ضريح أخسادان بابا
ضريح أخسادان بابا (بالأذرية: Axsadan baba türbəsi) - مبني تاريخي يقع في مقاطعة بردعة لأذربيجان، مهندسه معماري هو أحمد نخجواني. 

## تار يخ الضريح
يرجع تاريخ الضريح إلي قرن 14، ويعتقد أن الضريح بُني على يد أحمد بن أيوب. يكتسب ضريح أخسادان بابا ذو أهمية تاريخية. بقي فقط الجزء التحتي من القبر.
يحتوي الضريح القبة السداسية. في بداية القرن العشرين أثناء غزو البلشفية و داشناك، تم هدم ضريح أخسادان بابا بالكامل بأمر من رئيس اللجنة التنفيذية في مقاطعة بردعة أرمني أصل خجيموف ومهندس معماري الأرمن. و كذلك تم تدمير نقوش.
وفقًا للتقرير، تم رسم صورة الضريح من قبل الفنان الروسي في بداية القرن العشرين وهو في وقت الحاضر في متحف تاريخ أذربيجان الوطني.